# ACT (Examen)

Offizielles ACT-Logo

Der ACT, besser bekannt als American College Testing Program oder auch American College Test, ist ein amerikanischer Leistungstest für die Hochschulreife, der 1959 als Konkurrent des Scholastic Aptitude Test (SAT) des College Boards entstand, der ebenfalls einen solchen Test darstellt. Die Veränderungen des SAT im Jahr 2005 widerspiegelnd, bietet der ACT seit Februar 2005 auch einen Schreibtest an. Nahezu jedes College akzeptiert und behandelt ACT und SAT gleichwertig.

## ACT Inc.
Ursprünglich als American College Testing Program Inc. gegründet, änderte sich der Name der ACT Inc. 1996 in seinen jetzigen. Die einzelnen Buchstaben haben dabei keine konkrete Bedeutung mehr. 2002 wurde die Firma neustrukturiert und erhielt die Abteilungen „Education“ (Bildung) und „Workforce Development“ (Ausbildung von Arbeitskräften). Beide werden von ihren eigenen Vorständen beaufsichtigt. Jeder einzelne Staat der USA hat seine eigene Gesellschaft auf Grund der mitunter großen bildungspolitischen Unterschiede; das gesamte Unternehmen wird jedoch einheitlich von einem eigenen Vorstand beaufsichtigt.
2005 wurde zusätzlich die ACT International gegründet. Sie besteht zum einen aus der ACT Education Solutions GmbH und aus der ACT Business Solutions B.V. Erstere hilft Studenten aus aller Welt, die vorhaben, an englischsprachigen Institutionen zu studieren, ihre Kenntnisse der englischen Sprache zu verbessern. Letztere richtet sich mit gleichem Ziel an die Arbeitnehmer international agierender Firmen.

## Akzeptanz

US-Bundesstaaten, in denen vorrangig der SAT bzw. der ACT abgelegt wird.

Der ACT wird normalerweise zur Aufnahme auf eine Universität benutzt, manchmal jedoch auch für die Platzierung in einer Klasse. Die große Mehrheit der Hochschulen behandelt den ACT und den SAT gleichwertig. In der Vergangenheit neigten an der Küste gelegene Universitäten, den SAT zu bevorzugen, aber das änderte sich während der letzten Jahrzehnte. Sogar Aufnahmeverantwortliche der Harvard University erkennen beide Tests als gleichwertig an. Aus diesem Grund entscheiden sich mehr und mehr Schüler an der Ost- und Westküste für den ACT.

## Format
Das standardmäßige Format des ACT besteht aus 4 Multiple-Choice-Subtests: Englisch-Fähigkeiten, Lesen, Mathematik und die Wissenschaftliche Argumentation. Diese werden mit einer natürlichen Zahl von 1 bis 36 bewertet. Das letztendliche Ergebnis des Examens ist der Durchschnitt der Ergebnisse der Subtests. Darüber hinaus erhalten Schüler, welche sich entschieden haben, ebenfalls einen Test in Schreiben zu absolvieren, eine Benotung mit einer natürlichen Zahl von 0 bis 12 und einige Bemerkungen bezüglich ihres Essays. Das Ergebnis des Tests in Schreiben wird nicht mit in das Gesamtergebnis eingerechnet.

### Kenntnisse der Englischen Sprache
Der erste Teil des Examens besteht aus einem 45-minütigen Test über grammatische und rhetorische Kenntnisse der Englischen Sprache. Die insgesamt 75 Fragen dieser Sektion bestehen aus Aufgaben zur syntaktischen Korrektur eines Satzes, der logischen Reihenfolge der Sätze in einem Paragrafen und der Intention des Autors.

### Mathematik
Dem Englischtest folgt ein 60-minütiger Test in Mathematik. Er besteht aus insgesamt 60 Fragen mit jeweils 14 über Aufgaben aus dem Gebiet der (Vor-)Algebra, 10 Aufgaben aus dem Gebiet der elementaren Algebra, 9 Aufgaben aus der fortgeschrittenen Algebra, 14 Fragen über einfache Geometrie, 9 Fragen aus der Analytischen Geometrie und 4 Aufgaben aus dem Gebiet der Trigonometrie. Der ACT erlaubt einen nicht-graphischen Taschenrechner für diese Aufgaben.

### Lesen
Dieser 35-minütige Subtest besteht aus 40 Fragen über das Verständnis von 4 Texten mit jeweils einem aus den Gebieten: Prosa (Kurzgeschichte oder Novelle), Sozialwissenschaften (Geschichte, Ökonomie, Psychologie oder Politikwissenschaft), Humanities (Kunst, Musik oder Architektur) und Naturwissenschaft (Physik, Biologie oder Chemie).

### Wissenschaftliche Argumentation
Anschließend folgt ein ebenfalls 35-minütiger Test mit 40 Fragen über die 3 Teilgebiete: graphische Darstellung, Interpretation von Forschungsergebnissen und widersprüchliche Meinungen.

### Schreiben
Der optionale Subtest in Schreiben besteht aus einem 30-minütigen Essay über einen sozialen Sachverhalt. Diesem Essay wird dann von zwei speziell geschulten Korrektoren eine Punktezahl von 1 bis 6 zugewiesen (0 wird lediglich für leere Ausfüllformen, Essays welche nicht in Englisch verfasst wurden, verfehlte Themen oder unlesbare Essays verwendet). Diese werden dann addiert und ergeben somit eine Gesamtpunktezahl für den Test in Schreiben von 0 bis 12. Sollten sich die beiden Korrektoren jedoch um mehr als einem Punkt widersprechen, entscheidet ein Dritter.

## Verfügbarkeit
Der ACT wird innerhalb der USA 4- bis 6-mal pro Jahr angeboten (abhängig vom Bundesstaat). Dabei findet je ein Test immer samstags in den Monaten September, Oktober, Dezember, Februar, April und Juni statt.
Sollte es einem Teilnehmer wegen seines Glaubens nicht möglich sein, den Test an einem Samstag durchzuführen, so kann er oder sie einen Antrag stellen, den Test am darauffolgenden Sonntag zu absolvieren.
Teilnehmern mit nachgewiesener körperlicher oder geistiger Behinderung wird die Möglichkeit geboten, die Examenszeit zu verlängern (Standard sind 50 %).

## Außerhalb der USA
Außerhalb der USA gibt die ACT Inc. mitunter andere Versionen des Tests heraus. In einigen Fällen wird sogar ein und derselbe Test wieder und wieder durchgeführt. So war es zum Beispiel 2007 mehreren Schülern in Chile möglich, eine überdurchschnittlich gute Gesamtpunktezahl von 30 oder mehr zu erreichen, weil sie denselben Test mehrere Male abgelegt hatten. Bis jetzt zeigte die ACT Inc. keinerlei Reaktion auf diesen Vorfall.

## Statistiken und Vergleich mit dem SAT

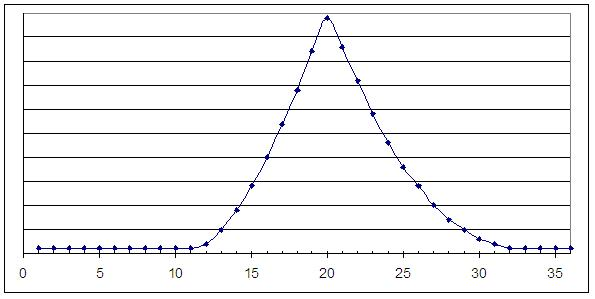
Gesamtpunkteverteilung beim ACT 2005

2007 legten in den USA 1.300.599 Schüler der Abschlussklassen den ACT (rund 42 %) ab. Die durchschnittliche Gesamtpunktezahl lag bei 21,1. Die größtmögliche Punktezahl von 36 erreichten 314 Schüler.
Bislang gibt es keine offizielle Umrechnungstabelle der Ergebnisse von SAT und ACT. Die folgende Tabelle basiert auf einer Veröffentlichung des Princeton Review:
| SAT  | ACT Gesamtpunktezahl |
| ---- | -------------------- |
| 2400 | 36                   |
| 2340 | 35                   |
| 2260 | 34                   |
| 2190 | 33                   |
| 2130 | 32                   |
| 2040 | 31                   |
| 1980 | 30                   |
| 1920 | 29                   |
| 1860 | 28                   |
| 1820 | 27                   |
| 1760 | 26                   |
| 1700 | 25                   |
| 1650 | 24                   |
| 1590 | 23                   |
| 1530 | 22                   |
| 1500 | 21                   |
| 1410 | 20                   |
| 1350 | 19                   |
| 1290 | 18                   |
| 1210 | 17                   |
| 1140 | 16                   |
| 1060 | 15                   |
| 1000 | 14                   |
| 900  | 13                   |
| 780  | 12                   |
| 750  | 11                   |